# Prunus adenopoda
Prunus adenopoda es una especie de árbol perteneciente a la familia  Rosaceae. Es endémica de Indonesia. Está tratada en peligro de extinción.

## Descripción
Es un pequeño árbol que está confinado en pocas localizaciones, en gran parte diseminadas en las zonas costeras de las selvas de Java. Se conocen 10 colonias desde principios de 1900, la última recolección se hizo en 1960. Poblaciones se encuentran en Parque Nacional de Ujung Kulon y  Nusa Kambangan, en una isla controlada por el Servicio de Prisiones.

## Taxonomía
Prunus adenopoda fue descrita por Koord. & Valeton y publicado en Bull. Inst. Bot. Buitenzorg No. 2, 10 (1899).
Etimología
Ver: Prunus: Etimología
adenopoda: epíteto latíno que significa "base glandular"
Sinonimia
- Prunus macrophylla var. adenopoda (Koord. & Valeton) J.E.Vidal
- Prunus pseudo-adenopoda Koord. [5]
- Laurocerasus adenopoda (Koord. & Valeton) Browicz
- Prunus pseudoadenopoda Koord.[3]